# Сім'я Юнони
Сімʼя Юнони - група силікатних астероїдів спектрального типу S в головному поясі астероїдів між орбітами Марса і Юпітера.

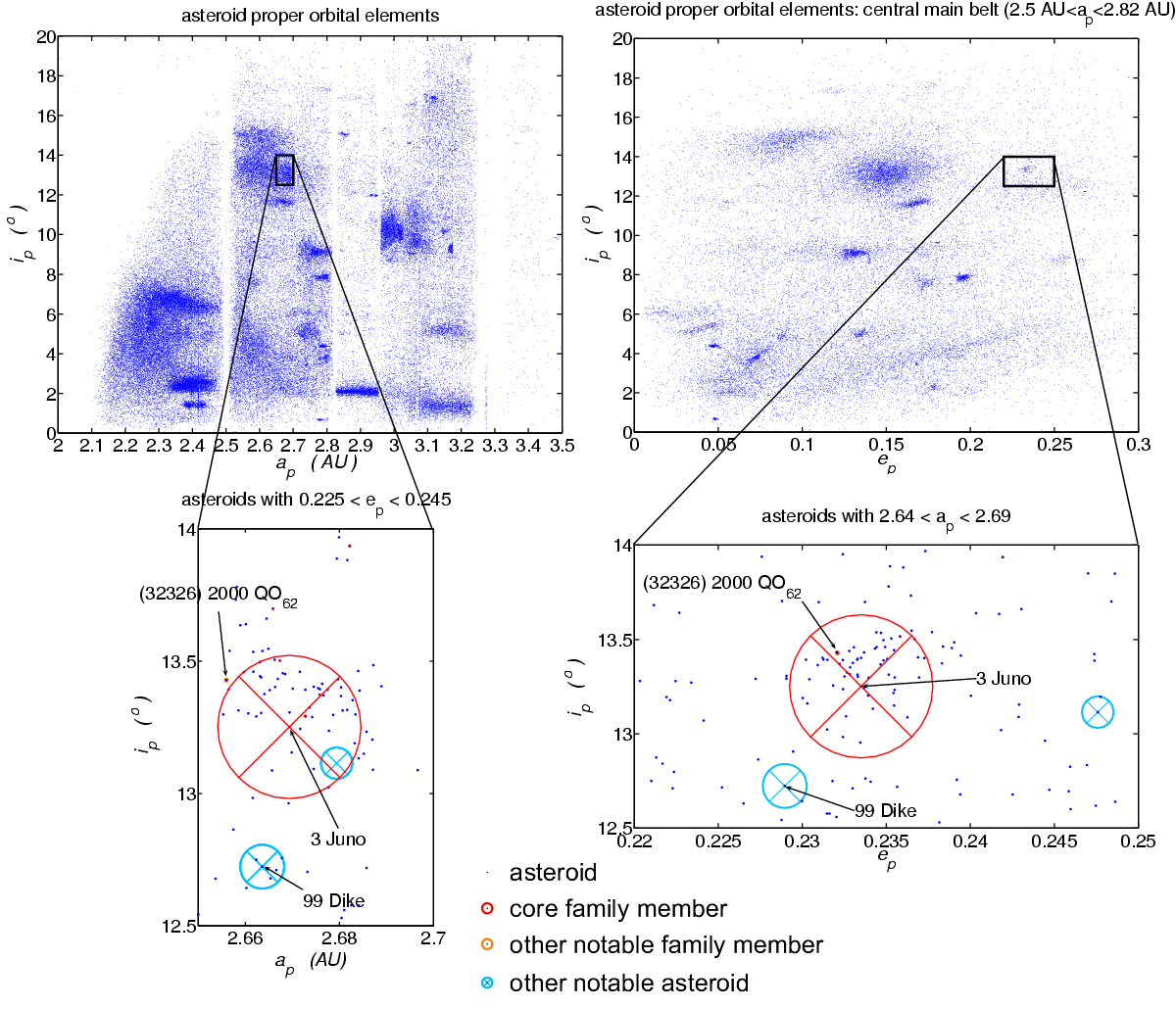
Розташування та структура сімʼї Юнони

Сімʼя була названа на честь найбільшого свого представника астероїда 3 Юнона діаметром близько 235 км. Решта членів сімʼї на порядок поступаються їй за розмірами. Наприклад, розмір астероїда (32326) 2000 QO62 становить лише 6 км в діаметрі. Великий розмір Юнони на фоні вкрай малих розмірів інших астероїдів сімʼї, а також однакове значення їх альбедо свідчить, що це сімейство, як і сімʼя Вести, є результатом зіткнення з Юноною великого астероїда, який після падіння на її поверхню залишив великий кратер, вибивши численні уламки, які потім і утворили сімʼю.
Дані чисельного статистичного аналізу (Zappalа 1995) дозволили виділити кілька найімовірніших членів цього сімейства, а також визначити основний діапазон власних орбітальних елементів цього сімейства.
|     | a p       | e p   | i p   |
| --- | --------- | ----- | ----- |
| min | 2,64 а.о. | 0,226 | 13,3° |
| max | 2,68 а.о. | 0,240 | 13,9° |

Для даної астрономічної епохи діапазон оскулюючих орбітальних елементів наведено в наступній таблиці.
|     | a         | e     | i     |
| --- | --------- | ----- | ----- |
| min | 2,64 а.о. | 0,238 | 11,8° |
| max | 2,68 а.о. | 0,274 | 14,6° |